# Vergiftetes Wachstum
Vergiftetes Wachstum bezeichnet ein mathematisches Modell für verschiedene Wachstumsprozesse von Systemen, bei denen die Vergrößerung eines Bestandes (etwa die Vermehrung einer Population) durch einen Hemmstoff (auch Inhibitor genannt, etwa ein Gift) gebremst wird. Schlussendlich nähert sich die Größe dabei der Null an (die Population stirbt aus). Man unterscheidet fremdvergiftetes Wachstum, mit dem sich Systeme beschreiben lassen, bei denen der Hemmstoff von außen zugesetzt wird, und selbstvergiftetes Wachstum, mit dem sich Systeme beschreiben lassen, bei denen die Produktion des Hemmstoffes von der Größe der Population abhängt.

## Eigenschaften

### Modellbeschreibung
Das Wachstumsmodell setzt ein abgeschlossenes System voraus, d. h. die Hemmstoffe werden nicht entfernt oder abgebaut. Im Gegensatz zum exponentiellen Wachstum ist der Wachstumsfaktor nicht konstant, sondern stellt eine Funktion der Zeit dar.
Grundsätzlich lässt sich bei diesem Modell nicht nur der Wachstumsprozess der Population betrachten, sondern separat dazu auch der des Hemmstoffes.
Zum Startzeitpunkt {\displaystyle t=0} ist kein Hemmstoff vorhanden. Vor Zugabe bzw. Freisetzung des Gifts wächst die Population daher ungehemmt exponentiell. Die Sterberate ist hier praktisch null. Die Auswirkung des Gifts ist abhängig von der zugeführten Menge des Gifts und dem Vergiftungsfaktor als Maß für den spezifischen Vergiftungsgrad.
Die zunehmende Vergiftung bewirkt eine Verlangsamung des Wachstumsprozesses, wobei die Populationsgröße zunächst weiterhin monoton steigt. Bei einer bestimmten Menge an Hemmstoff sind Geburten- und Sterberate gleich groß. An dieser Stelle hat die Wachstumsgeschwindigkeit den Wert Null. Der Bestand erreicht hier sein Maximum (Hochpunkt), das sich mittels der Differentialrechnung bestimmen lässt.
Von dem Zeitpunkt an übersteigt die Sterbe- die Geburtenrate, so dass die Population schrumpft bzw. die Bestandsgröße monoton fällt. Die Wachstumsgeschwindigkeit ist nun negativ und nimmt etwa proportional zu Größe der Population und der Giftmenge ab.
Mathematisch gesehen verschwindet die Population nicht vollständig, da die x-Achse die Asymptote der Wachstumsfunktion bildet. In der Anwendung sind Bestandsgrößen jedoch meist ganzzahlig, weshalb unterschiedliche sehr kleine Werte schließlich keine Bedeutung mehr haben und man von einem vollständigen Aussterben ausgeht, wenn das System einem solchen Verlauf folgen soll.

### Modellierung
Das stetige (oder kontinuierliche) Wachstumsmodell wird durch eine Differentialgleichung (DGL) beschrieben. Die Lösung der DGL erfolgt durch die Methode der „Variablentrennung“. Die spezielle Lösung der DGL bildet die explizite Darstellung des Wachstumsmodells und gibt die konkrete Wachstumsfunktion an.
Das diskrete Modell des vergifteten Wachstums lässt sich durch eine rekursive Darstellung mittels einer aus Differenzen abgeleiteten Folge beschreiben. Dabei meint {\displaystyle \Delta t} die Zeitdifferenz einer äquidistanten Folge von Zeitpunkten {\displaystyle (t_{n})=(t_{0},t_{1},t_{2},\dotsc )} und {\displaystyle (B_{n})=(B_{0},B_{1},B_{2},\dotsc )} die entsprechenden Bestandsgrößen. Mathematisch wird zusätzlich zwischen der exakten und der genährten Diskretisierung unterschieden. Letztere ergibt sich hier durch Anwendung des expliziten Eulerverfahrens. Durch eine Reihenentwicklung der Exponentialfunktion lässt sich zeigen, dass beide Darstellungen bis auf Terme höherer als 1. Ordnung übereinstimmen.

### Wesentliche Begriffe und Notation
- {\displaystyle t} bezeichnet die Zeit.
- {\displaystyle B\left(t\right)} sei die betrachtete Bestandsgröße (Populationsgröße).
- {\displaystyle B\left(0\right)={{B}_{0}}} kennzeichnet den Anfangsbestand (Anfangsbedingung) zum Zeitpunkt {\displaystyle t=0}.
- {\displaystyle k} sei die artspezifische Wachstumskonstante der Population. Sie stellt ein Maß für die Stärke des Wachstums dar und beschreibt im Wesentlichen die Geburtenrate. {\displaystyle \left(k>0\right)}
- {\displaystyle {B}'\left(t\right)} gibt die Wachstumsgeschwindigkeit an.
- {\displaystyle c} sei die Vergiftungskonstante, der als gift- bzw. medikamentenspezifischer Parameter die toxische Wirkung des Hemmstoffs (Gift) auf den Bestand angibt. Er beschreibt im Wesentlichen die Sterberate. {\displaystyle \left(c>0\right)}

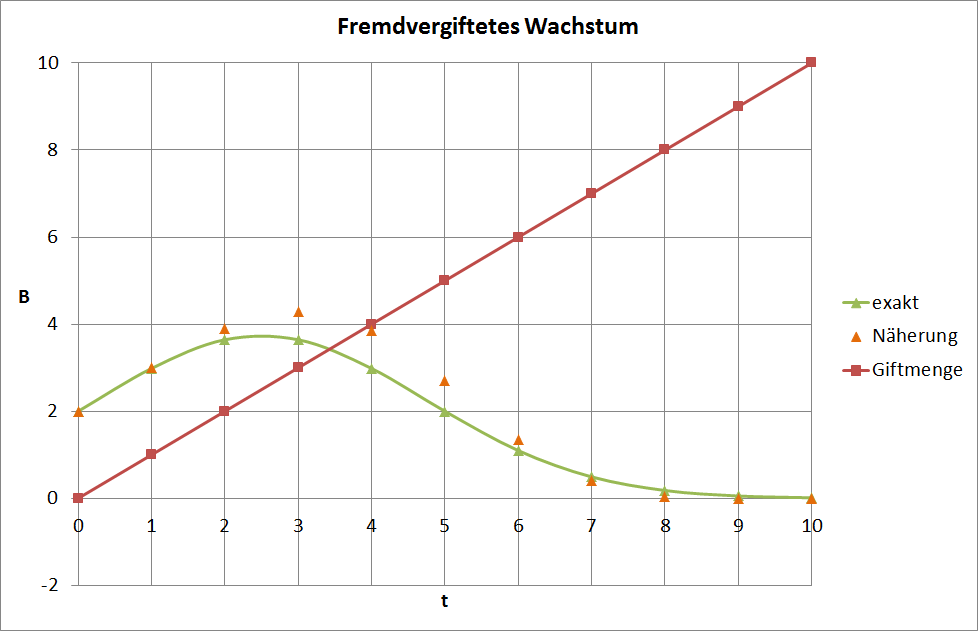

### Modell des fremdvergifteten Wachstums
Dem Bestand wird im Verlauf der Zeit eine bestimmte Menge eines giftigen Hemmstoffs von außen zugesetzt. Im Folgenden wird der Fall beschrieben, in dem die Giftmenge linear, also proportional zur Zeit, zunimmt. Der wirksame Wachstumsfaktor {\displaystyle (k-c\cdot t)} nimmt entsprechend mit der Zeit ab.
Differentialgleichung:
{\displaystyle {B}'\left(t\right)={\frac {\operatorname {d} B}{\operatorname {d} t}}=\left(k-c\cdot t\right)B\left(t\right)}
Explizite Darstellung (Wachstumsfunktion):
{\displaystyle B\left(t\right)=B\left(0\right){{\operatorname {e} }^{k\cdot t-{\frac {1}{2}}c\cdot {{t}^{2}}}}}
Wachstumsgeschwindigkeit:
{\displaystyle {B}'\left(t\right)={\frac {\operatorname {d} B}{\operatorname {d} t}}=\left(k-c\cdot t\right)B\left(0\right){{\operatorname {e} }^{k\cdot t-{\frac {1}{2}}c\cdot {{t}^{2}}}}}
Maximum der Wachstumsfunktion:
{\displaystyle {{B}_{\text{max}}}=B\left(0\right)\cdot {{\operatorname {e} }^{\frac {{k}^{2}}{2c}}}} bei {\displaystyle t_{\text{max}}={\frac {k}{c}}}
Exakte, rekursive Darstellung:
{\displaystyle {{B}_{n+1}}={{B}_{n}}{{\operatorname {e} }^{\left(k-c\left(n+{\frac {1}{2}}\right)\Delta t\right)\Delta t}}}
Genäherte, rekursive Darstellung:
{\displaystyle {{B}_{n+1}}=\left(1+\Delta t\left(k-c\cdot n\Delta t\right)\right){{B}_{n}}}

### Modelle des selbstvergifteten Wachstums
Beim selbstvergifteten Wachstum (auch Wachstum mit Selbstvergiftung genannt) produziert die Population während des Wachstumsprozesses selbst Gifte – meist in Form von Stoffwechselprodukten, die das Wachstum beeinflussen. In der Literatur existieren zur Beschreibung dieses Prozesses unterschiedliche Ansätze.

#### Ein-Gleichungsmodell

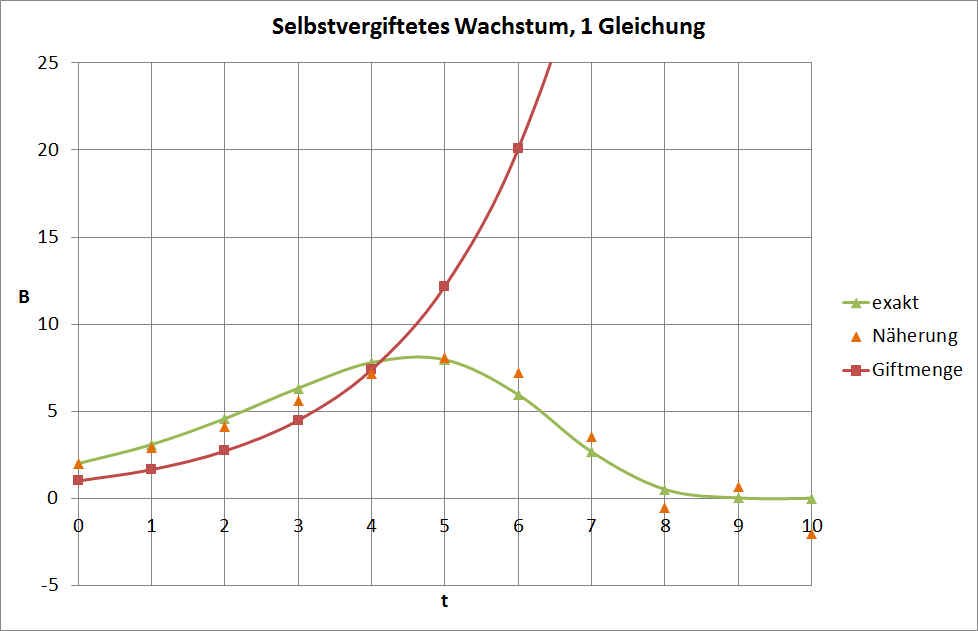

Zunächst wird ein Modell betrachtet, in dem die Giftproduktion aus der Anfangsphase des Wachstums- und Vergiftungsprozesses abgeschätzt wird. In dieser ersten Phase kann man davon ausgehen, dass entsprechend der zunächst exponentiell zunehmenden Population die Giftmenge proportional dazu zunehmen wird und durch das Absterben der Population noch nicht beeinflusst wird. Letztlich wird die stetig ansteigende Giftmenge dazu führen, dass die Population ausstirbt. Dann wird jedoch – im Widerspruch zur ursprünglichen Annahme – auch kein Gift mehr produziert. Dieses Modell kann durch eine Differentialgleichung mit zeitabhängigem Wachstumsfaktor (wie beim fremdvergifteten Wachstum) beschrieben werden. Die Wachstumsfunktion kann aus der geschlossenen Lösung exakt ermittelt werden.
Differentialgleichung:
{\displaystyle B'(t)={\frac {\operatorname {d} B}{\operatorname {d} t}}=\left(k-c\cdot \operatorname {e} ^{k\cdot t}\right)B(t)}
Explizite Darstellung (Wachstumsfunktion):
{\displaystyle B(t)=B(0){\operatorname {e} ^{k\cdot t-{\frac {c}{k}}\left({\operatorname {e} ^{kt}}-1\right)}}}
Wachstumsgeschwindigkeit:
{\displaystyle B'(t)={\frac {\operatorname {d} B}{\operatorname {d} t}}=\left(k-c\cdot {\operatorname {e} ^{k\cdot t}}\right)B(0){\operatorname {e} ^{k\cdot t-{\frac {c}{k}}\left({\operatorname {e} ^{kt}}-1\right)}}}
Maximum der Wachstumsfunktion:
{\displaystyle B_{\text{max}}=B(0){\frac {k}{c}}{\operatorname {e} ^{\left({\frac {c}{k}}-1\right)}}} bei {\displaystyle t_{\text{max}}={\frac {1}{k}}\ln {\frac {k}{c}}}
Exakte rekursive Darstellung:
{\displaystyle B_{n+1}=B_{n}{\operatorname {e} ^{\left(k\Delta t\,-\,{\frac {c}{k}}{\operatorname {e} ^{kn\Delta t}}\left(\operatorname {e} ^{k\Delta t}-1\right)\right)}}}
Genäherte rekursive Darstellung:
{\displaystyle B_{n+1}=\left(1+\Delta t\left(k-c\cdot {\operatorname {e} ^{kn\Delta t}}\right)\right)B_{n}}

#### Zwei-Gleichungsmodell

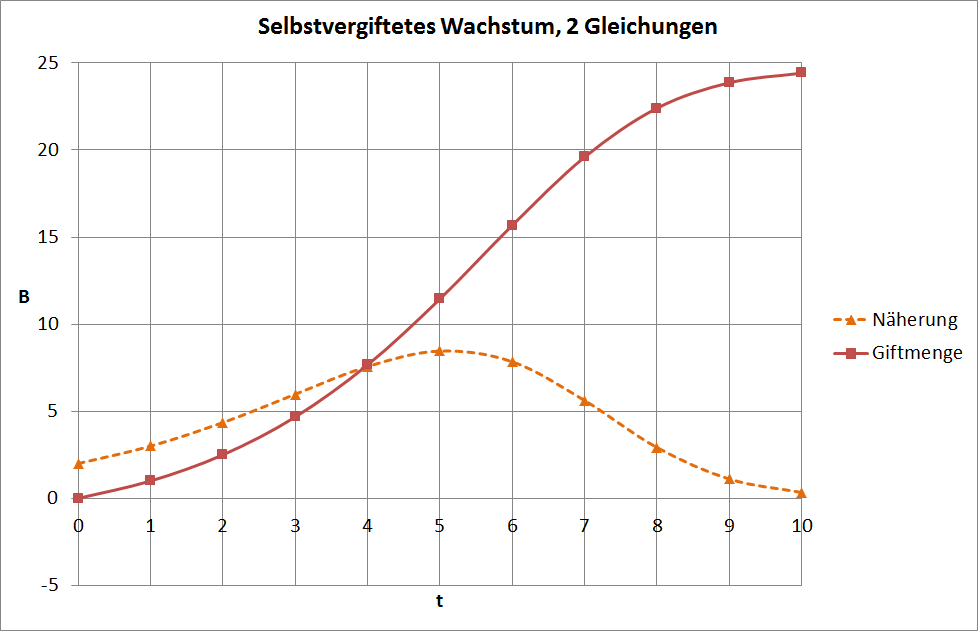

Eine alternative Modellierung des selbstvergifteten Wachstums erhält man dadurch, dass man sowohl die Population als auch die Giftmenge durch zwei Gleichungen beschreibt. Dieses Modell ist verwandt mit den sogenannten Räuber-Beute-Modellen. Hier ist die zeitliche Zunahme der Giftmenge (Räuber) durch die aktuelle Population (Beute) bestimmt.
Obwohl die beiden Differentialgleichungen in eine einzige Gleichung 2. Ordnung umgewandelt werden könnten, wird dies nicht weiter betrachtet. Wie in den anderen Fällen kann hier auch beispielsweise das Euler-Vorwärtsverfahren zur numerischen Lösung angewendet werden.
Differentialgleichungen:
{\displaystyle {\begin{aligned}&B'(t)={\frac {\operatorname {d} B}{\operatorname {d} t}}=\left(k-c\cdot G(t)\right)B(t)\\&G'(t)={\frac {\operatorname {d} G}{\operatorname {d} t}}=b\cdot B(t)\\\end{aligned}}}
Die Gleichgewichtszustände sind genau die Zustände mit {\displaystyle B=0}.
Genäherte, rekursive Darstellung:
{\displaystyle {\begin{aligned}&B_{n+1}=\left(1+\Delta t\left(k-c\cdot G_{n}\right)\right)B_{n}\\&G_{n+1}=G_{n}+\Delta t\cdot b\cdot B_{n}\\\end{aligned}}}

## Beispiele
Folgende Vorgänge aus der Empirie lassen sich in gewissem Rahmen durch vergiftetes Wachstum beschreiben.

### Für fremdvergiftetes Wachstum
- Pharmakokinetik:[3] Toxische Wirkungsweise von Arzneistoffen auf Krankheitserreger

Zur Hemmung eines Bakterienwachstums wird in Zeitabständen einem Lebewesen ein Antibiotikum zugeführt, das für die Bakterien giftig ist. Dadurch werden die Wachstumsgeschwindigkeit der Bakterien und damit ihre Bestandsgröße reduziert, so dass die Bakterien praktisch verschwinden.
- Ökologie: Zugabe von umweltgefährlichen Stoffen

Umweltgifte führen hier zu Veränderungen innerhalb eines Biotops bis hin zum Aussterben einzelner Arten innerhalb eines Habitats bzw. einer Biozönose. Hierunter zählt auch die Müllproblematik, das Waldsterben, Überdüngung und die Abwasserverunreinigung.

### Für selbstvergiftetes Wachstum
- Alkoholische Gärung:[5] Vergären von zuckerhaltigen Lösungen durch Hefekulturen

Beim Bierbrauen entsteht z. B. bei der Veratmung der Glykose Alkohol als Abfallprodukt, der für die Hefezellen giftig ist, ihre Vermehrung hemmt und zu ihrem Aussterben führt.
- Biologie:[6] Vorgänge in einem abgeschlossenen Lebensraum

Wird beispielsweise Wasserflöhen in einem Aquarium trotz ausreichender Nahrung kein frisches Wasser zugeführt, sterben sie nach anfänglicher Vermehrung infolge einer Vergiftung an ihren eigenen Stoffwechselrückständen.